# Scott Charles Stewart
Pour les articles homonymes, voir Scott Stewart et Stewart.
Scott Stewart (parfois crédité comme Scott Charles Stewart) est un réalisateur, scénariste, producteur et concepteur d'effets spéciaux américain.

## Biographie
Il a travaillé pour l'entreprise d'effets spéciaux The Orphanage.
L'acteur Paul Bettany a le rôle principal de ses deux premiers longs métrages : Légion et Priest.

## Filmographie

### Réalisateur
- What We Talk About When We Talk About Love (2000) (également scénariste) (inspiré de la nouvelle du même nom de Raymond Carver)
- Légion (2010) (également scénariste et producteur)
  - Dominion (2014) (également producteur), une série télévisée qui se déroule 25 après les évènements du film.
- Priest (2011)
- Dark Skies (2013) (également scénariste)
- Holidays (2016) - segment Christmas

### Producteur
- What We Talk About When We Talk About Love (2000)
- G. (2000)
- Falling (2000)
- The Upgrade (2000)
- Ten Tiny Love Stories (2001)
- Sweet (2001)
- BigLove  (2001)

### Effets spéciaux
- Mars Attacks! (1996)
- Le Monde perdu : Jurassic Park (1997)
- Code Mercury (1998)
- The Last Birthday Card (2000)
- Harry Potter et la Coupe de feu (2005)
- Sin City (2005)
- La Nuit au musée (2006)
- Pirates des Caraïbes : Le Secret du coffre maudit (2006)
- Superman Returns (2006)[réf. nécessaire]
- The Host (2006)
- Die Hard 4 : Retour en enfer (2007)
- Pirates des Caraïbes : Jusqu'au bout du monde (2007)
- Grindhouse (2007)
- Les Trois Royaumes (2008)
- Rien que pour vos cheveux (2008)
- Iron Man (2008)